# みなみまぐろ事件
みなみまぐろ事件（みなみまぐろじけん、英語:Southern Bluefin Tuna Cases）とは、1999年にオーストラリア、ニュージーランド政府が日本のミナミマグロ調査漁獲を、海洋法に関する国際連合条約違反であると国際海洋法裁判所に訴えた国際紛争。

## 概要
1999年、オーストラリア、ニュージーランド政府は日本のミナミマグロ調査漁獲を国連海洋法条約第64条等に違反しているとし、国際海洋法裁判所に提訴した上で、調査漁獲の即時中止等の暫定措置を要請。
国際海洋法裁判所は，当事国は合意がなされるか又は国別割当て量の範囲内でない限り調査漁獲を慎むべき等の暫定措置命令を下した。
しかし2000年8月、仲裁裁判所は「みなみまぐろの保存のための条約」は国連海洋法条約に規定する紛争解決手続の可能性を排除しているため，国連海洋法条約に基づき設置された仲裁裁判所は本件紛争の本案を審理する管轄権を有さないこと及び国際海洋法裁判所が発出した暫定措置命令を無効とする旨の判断を下した。